# Minerałni bani (gmina)
Minerałni bani (bułg. Община Минерални бани) – gmina w południowej Bułgarii, w obwodzie Chaskowo.

## Miejscowości
Miejscowości wchodzące w skład gminy Minerałni bani:
- Angeł wojwoda (bułg. Aнгел войвода),
- Bojan Botewo (bułg. Боян Ботево),
- Brjastowo (bułg. Брястово),
- Karamanci (bułg. Караманци),
- Kolec (bułg. Колец),
- Minerałni bani (bułg. Минерални бани) - stolica gminy,
- Sirakowo (bułg. Сираково),
- Spachiewo (bułg. Спахиево),
- Susam (bułg. Сусам),
- Syrnica (bułg. Сърница),
- Tatarewo (bułg. Татарево),
- Winewo (bułg. Винево).